# Shinzo (anime)
Mushrambo (マシュランボー Mashuranbō?), conocida como Shinzo fuera de Japón, es una serie de anime dirigida por Tetsuo Imazawa y producida por Toei Animation, al estilo de Los Caballeros del Zodiaco basado en la leyenda china "Viaje al Oeste". La serie cuenta las aventuras de Yakumo Tatsuro, una chica que despertó de un sueño criogénico de 500 años en una Tierra poblada únicamente por nuevas formas de vida llamadas enterrícolas. Junto a sus amigos y protectores Mushra, Sago y Kutal, deberá encontrar el santuario llamado Shinzo, en la cual según cuentan los rumores todavía sobreviven humanos. La serie fue emitida en el canal japonés TV Asahi desde el 5 de febrero hasta el 23 de agosto del 2000.

## Argumento
La humanidad es exterminada por una raza genética creada para luchar contra un virus mortal. Uno de los científicos lleva a su hija Yakumo a un sueño criogénico, con la esperanza de que ella despierte un día y encuentre supervivientes humanos, para traer la paz entre ellos y los nuevos seres, los enterrícolas. La chica recibe poderes especiales en el impacto de un meteorito, después de que los enterrícolas se volvieran malignos. Cuando se despierta, 500 años después, ella sigue su camino y se reúne con tres enterrícolas que la acompañan. Junto a ellos descubre poco a poco los secretos del pasado y lo que le sucedió a su planeta de origen en realidad.